# Charles Albright (Politiker)

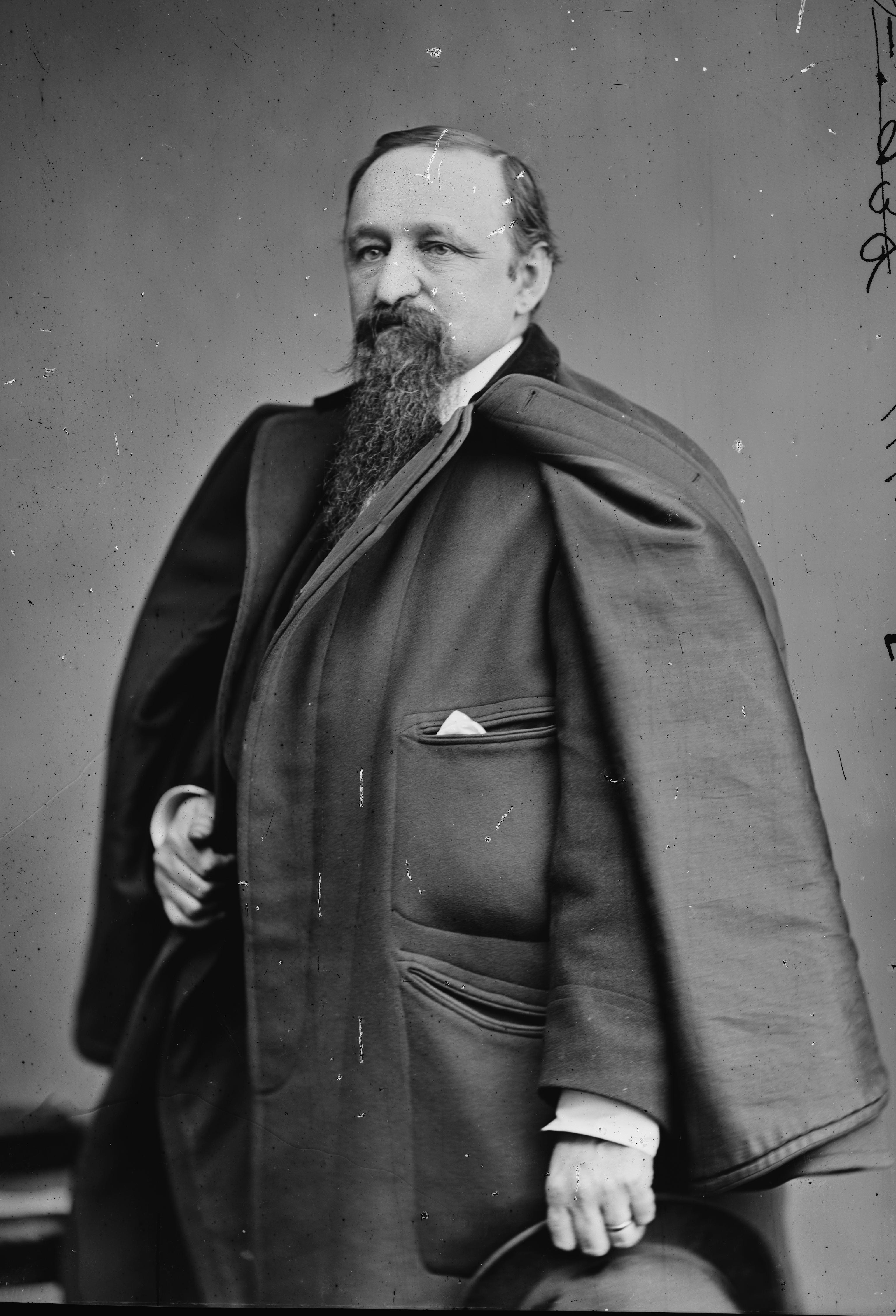
Charles Albright

Charles Albright (* 13. Dezember 1830 im Bucks County, Pennsylvania; † 28. September 1880 in Mauch Chunk, Pennsylvania) war ein US-amerikanischer Politiker. Zwischen 1873 und 1875 vertrat er den Bundesstaat Pennsylvania im US-Repräsentantenhaus.

## Werdegang
Charles Albright besuchte das Dickinson College in Carlisle. Nach einem anschließenden Jurastudium und seiner 1852 erfolgten Zulassung als Rechtsanwalt begann er in Mauch Chunk, dem heutigen Jim Thorpe, in diesem Beruf zu arbeiten. 1854 zog er in das Kansas-Territorium, wo er bei der Entwicklung dieses Gebiets half. Bereits im Jahr 1856 kehrte er nach Mauch Chunk zurück, um weiter als Anwalt zu praktizieren. Politisch wurde er Mitglied der Republikanischen Partei. In den Jahren 1860 und 1872 nahm er als Delegierter an den jeweiligen Republican National Conventions teil, auf denen Abraham Lincoln und später Ulysses S. Grant als Präsidentschaftskandidaten nominiert wurden. Während des Bürgerkrieges war Albright Offizier im Heer der Union. Dabei diente er in verschiedenen Einheiten und brachte es bis zum Oberst. Nach dem Krieg setzte er seine Anwaltstätigkeit fort.
Bei den Kongresswahlen des Jahres 1872 wurde Albright im staatsweiten 25. Wahlbezirk von Pennsylvania in das US-Repräsentantenhaus in Washington, D.C. gewählt, wo er am 4. März 1873 sein neues Mandat antrat. Da er im Jahr 1874 auf eine weitere Kandidatur verzichtete, konnte er bis zum 3. März 1875 nur eine Legislaturperiode im Kongress absolvieren. Nach seiner Zeit im US-Repräsentantenhaus war Charles Albright wieder als Rechtsanwalt sowie im Handwerk tätig. Er starb am 28. September 1880 in Mauch Chunk, wo er auch beigesetzt wurde.